# Tatarski Toimobaix
Tatarski Toimobaix (en rus: Татарский Тоймобаш) és un poble d'Udmúrtia, a Rússia, el 2008 tenia 89 habitants. Pertany al raion d'Alnaixi.